# 520'erne
Århundreder: 5. århundrede – 6. århundrede – 7. århundrede
Årtier: 470'erne 480'erne 490'erne 500'erne 510'erne – 520'erne – 530'erne 540'erne 550'erne 560'erne 570'erne
År: 520 521 522 523 524 525 526 527 528 529